# Dussertite
La dussertite è un minerale appartenente al gruppo omonimo la cui descrizione è stata pubblicata nel 1925 in seguito ad un ritrovamento avvenuto sul monte di Djebel Debar, a nord-est di Hammam Meskhoutine, provincia di Costantina in Algeria. Il nome è stato attribuito in onore dell'ingegnere minerario francese Desiré Dussert.
La dussertite è solubile in acido cloridrico diluito mentre si scioglie parzialmente in acido cloridrico concentrato.

## Morfologia
La dussertite è stata scoperta sotto forma di piccoli cristalli appiattiti e in aggregati a rosetta o croste.

## Origine e giacitura
La dussertite è stata trovata su quarzo in lamine o cavernoso. È un minerale secondario solitamente prodotto di alterazione dell'arsenopirite.